# Brunšvicko-wolfenbüttelské knížectví
Brunšvicko-wolfenbüttelské knížectví (německy Fürstentum Braunschweig-Wolfenbüttel), zkráceně Brunšvicko-Wolfenbüttelsko, byl drobný státní útvar na území dnešní Dolního Saska na severu Německa, ve kterém od středověku vládli knížata wolfenbüttelská. Wolfenbüttelsko bylo jedním z několika držav, které dohromady tvořilo Brunšvicko-lüneburské vévodství. Přesněji tvořilo jeho jižní část, nicméně bylo častou praxí, že území se přerozdělovala mezi nástupce vévody usilujících o moc. Když jedna rodinná větev ztratila moc nebo vymřela, půda byla přerozdělena mezi přeživší členy rodiny; kromě toho si různí vévodové vyměňovali území. Jednotícím prvkem všech těchto území bylo, že byly ovládány mužskými potomky vévody Oty I. (vládl 1235–1252). Brunšvicko-Wolfenbüttelsko se opakovaně osamostatňovalo a sjednocovalo se sousedním vévodstvím. Zaniklo až během Napoleonských válek, kdy bylo obsazeno a v letech 1806 až 1813 okupováno Francií a poté přetvořeno v Brunšvické vévodství.

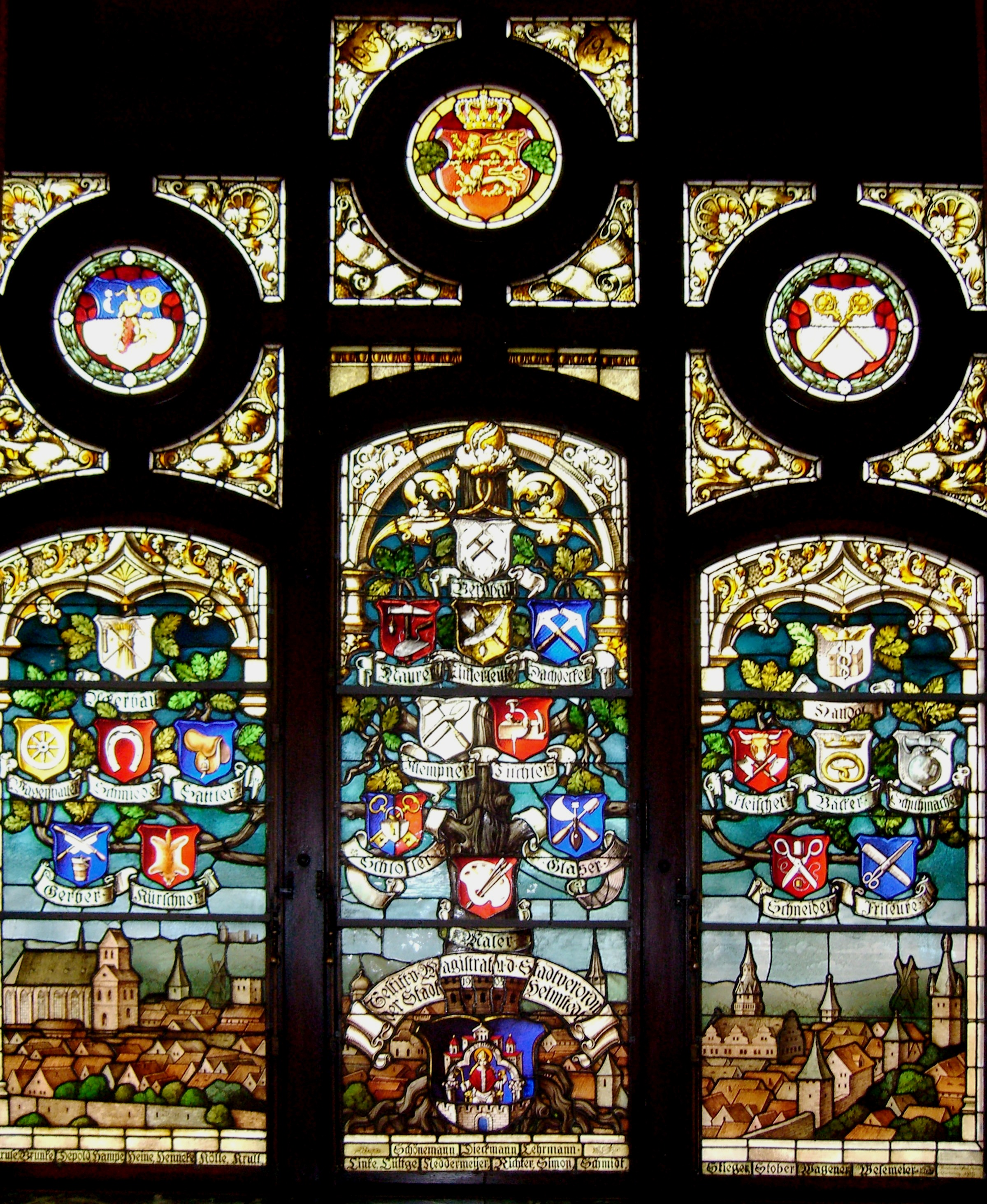
Vitráž v Helmstedtské radnici s knížecím znakem